# Tetraphalerus bruchi
Tetraphalerus bruchi is een keversoort uit de familie Ommatidae. De wetenschappelijke naam van de soort is voor het eerst geldig gepubliceerd in 1913 door Heller.